# Bình Biên
Huyện tự trị dân tộc Miêu Bình Biên (giản thể: 屏边苗族自治县; phồn thể: 屏邊苗族自治縣; Hán-Việt: Bình Biên Miêu tộc tự trị huyện; bính âm: Píngbiān Miáozú Zìzhìxiàn; Tiếng H'Mông: Phij Pia Langs Hmoob Txim Tsim Xyaam), gọi tắt là huyện Bình Biên, là một huyện tự trị thuộc châu tự trị dân tộc Cáp Nê, Di Hồng Hà, tỉnh Vân Nam, Trung Quốc. Huyện này rộng 1.905 km² và có 15 vạn nhân khẩu (năm 2005). Huyện lỵ là thị trấn Ngọc Bình (玉屏镇). Ngoài thị trấn này, Bình Biên còn 6 hương trấn nữa. Các hương trấn huyện Bình Biên là: 4 trấn Ngọc Bình (玉屏镇), Tân Hiện (新现镇), Hòa Bình (和平镇), Bạch Hà (白河镇), và 3 hương Bạch Vân (白云乡), Tân Hoa (新华乡), Loan Đường (湾塘乡).
Huyện này tiếp giáp với Mông Tự ở phía tây bắc, Hà Khẩu ở phía Nam, Kim Bình châu Hồng Hà ở phía Tây, Mã Quan châu Văn Sơn ở phía Đông.

## Lịch sử

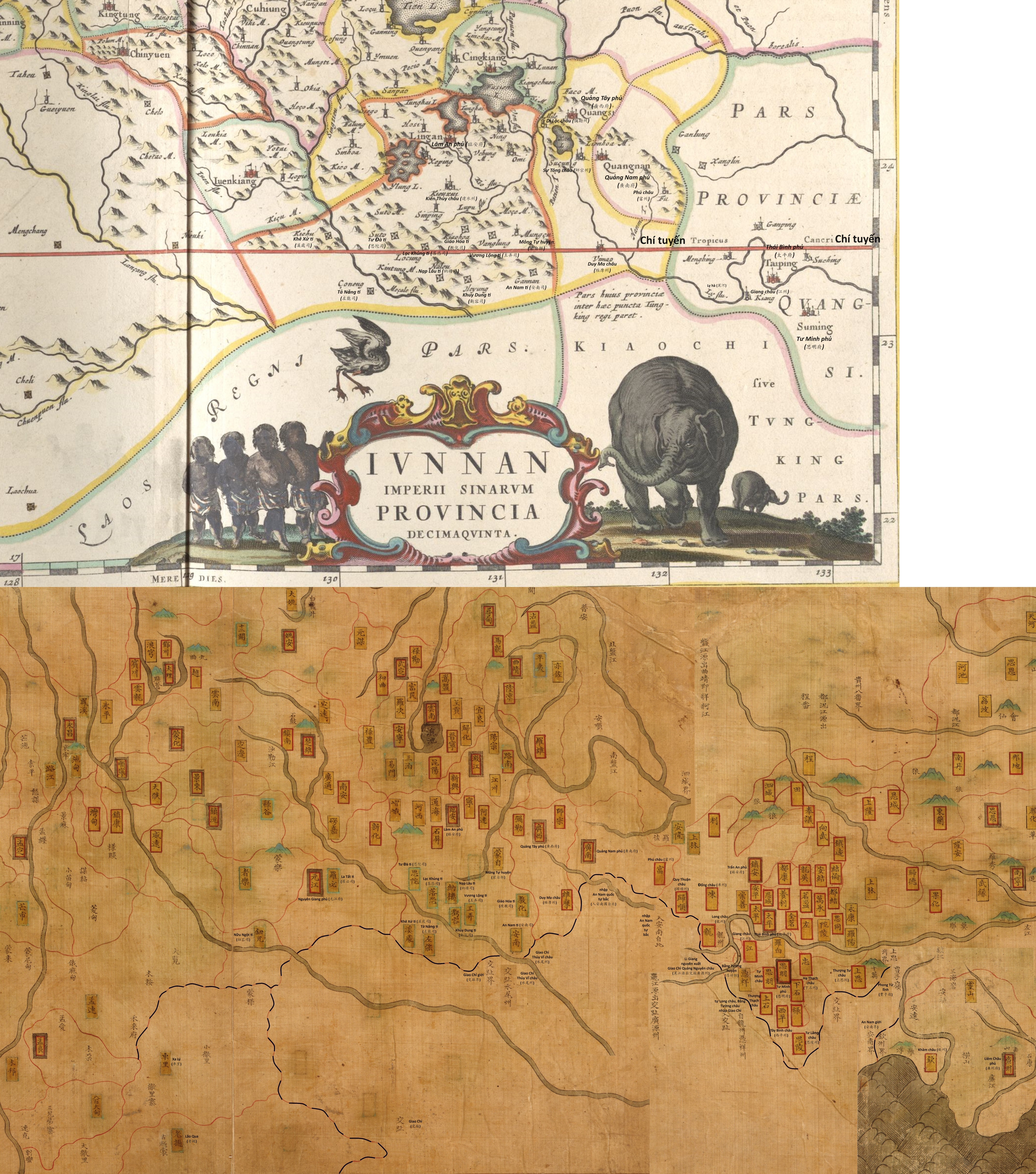
Vùng biên giới Đại Minh - Đại Việt trong các bản đồ các tỉnh Vân Nam, Quảng Tây, Quảng Đông của nhà Minh vào khoảng những năm 1540.

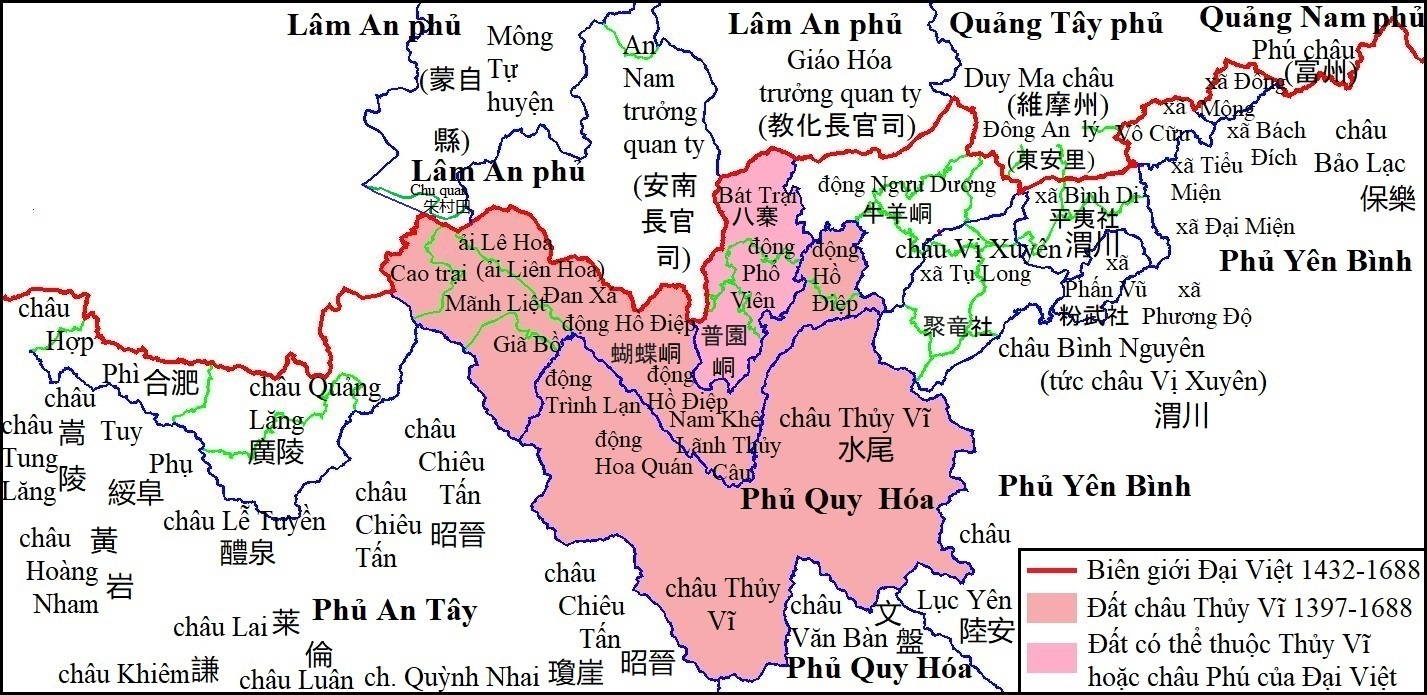
Bản đồ vẽ An Nam trưởng quan ti phủ Lâm An tỉnh Vân Nam nằm trên vùng biên giới Đại Việt - Đại Minh 1428-1644, và biên giới Đại Việt - Đại Thanh 1644-1688.

Bình Biên là vùng đất tiếp giáp phía đông nam huyện Mông Tự. Vào thời nhà Nguyên và nhà Minh, vùng đất huyện Bình Biên ngày nay, nguyên là phần đất tận cùng phía nam của Xá Tư thiên hộ sở sau là An trưởng quan ti phủ Lâm An tỉnh Vân Nam Trung Quốc. Năm 1276, thổ tù của bộ lạc Xá Tư (nước Đại Lý), tiếp giáp phía tây nam huyện Mông Tự ra hàng nhà Nguyên và đem vùng đất này nội thuộc vào lãnh thổ nhà Nguyên. Nhà Nguyên cho đổi thành Xá Tư thiên hộ.
Năm 1253, sau khi quân Mông Cổ chinh phục 37 bộ lạc Điền Đông, trên vùng đất Thông Hải tiết độ sứ của vương quốc Đại Lý (hậu thân của Nam Chiếu), người Mông Cổ thiết lập ra lộ Lâm An. Lị sở của lộ Lâm An nằm tại thành cổ là huyện lị huyện Thông Hải ngày nay. Lộ Lâm An quản lý 4 huyện là Thông Hải, Hà Tây, Tập Nga, Mông Tự và 4 châu là Ninh, Á Mễ, Kiến Thủy, Thạch Bình mà sau này tạo thành danh xưng “Lâm An bát thuộc”. Ngoài ra, ở phía chính nam và đông nam của Lâm An còn có các bộ lạc Xá Tư (舍資), Vương Lộng sơn (王弄山), Giáo Hóa tam bộ (教化三部) (các bộ lạc này về sau nhà Nguyên gọi là các "thiên hộ" sở, tức ngàn hộ gia đình). Xá Tư thiên hộ sở nằm ở phía nam của lộ Lâm An, tiếp giáp với lãnh thổ Đại Việt. Lị sở của Xá Tư thiên hộ thuộc lộ Lâm An đặt tại Lão Trại cách phía đông huyện Mông Tự tỉnh Vân Nam ngày nay 80 dặm Trung Quốc (khoảng 30 - 40 km). Năm Chí Nguyên thứ 13 (1276), nhà Nguyên cho đổi tên của Xá Tư thiên hộ. “Nguyên sử, Địa lý chí” ghi chép rằng: “Do Xá Tư gần Giao Chỉ, nên lấy vùng đất này làm An Nam đạo phòng tống quân thiên hộ” (安南道防送軍千戶, đạo thiên hộ chuyển quân phòng bị An Nam). 
Sau khi nhà Minh thống nhất Vân Nam (雲南) vào lãnh thổ Trung Hoa, lộ Lâm An (臨安路) được đổi thành phủ Lâm An (臨安府). Phủ lỵ được di chuyển từ Thông Hải (通海) sang Kiến Thủy (建水). Năm Minh Hồng Vũ thứ 15 (1382), khôi phục tên gọi Xá Tư thiên hộ sở, nhưng chẳng bao lâu lại đổi thành An Nam trưởng quan ti. 